# 李家慶 (演員)
李家慶 （英語：Charles Lee，1990年9月29日—），本名李廣光，台湾男演員、模特兒。帥哥好糕老闆兼甜點師傅。

## 電視劇
| 年份   | 電視台           | 劇名               | 角色          |
| 2009年 | 華視、八大綜合台 | 《紫玫瑰》         | 小毛          |
| 2013年 | 三立台灣台       | 《世間情》         | 賈四方        |
| 2014年 | 新传媒8频道      | 《118》            | 李志浩        |
| 2015年 | 新传媒8频道      | 《吻我吧，住家男》 | 周耀文        |
| 2015年 | 新传媒8频道      | 《起飛》           | 李建維        |
| 2015年 | 新传媒8频道      | 《志在四方II》     | 鄭力賢        |
| 2016年 | 新传媒8频道      | 《人生无所畏》     | Henry         |
| 2017年 | 新传媒8频道      | 《118 II》         | 李志浩        |
| 2017年 | 新传媒8频道      | 《爱不迟疑》       | Joseph        |
| 2018年 | 新传媒8频道      | 《118 大團圓》     | 李志浩        |
| 2020年 | 華視、三立都會台 | 《未來媽媽》       | 嚴正瀚        |
| 2021年 | 三立台灣台       | 《天之驕女》       | 張子翔 高天佑 |
| 2022年 | 三立台灣台       | 《一家團圓》       | 李家慶 王家慶 |
| 2023年 | 三立台灣台       | 《天道》           | 謝克群        |
| 2024年 | 三立台灣台       | 《願望》           | 周安迪        |

### 網路劇
| 年份   | 電視台   | 劇名                                | 角色   |
| 2017年 | CHOCO TV | 《HIStory系列：著魔》               | 雷重鈞 |
| 2018年 | 芒果TV   | 明星大偵探-頭號嫌疑人《雙面維納斯》 | 周默   |
| 2019年 | 騰訊視頻 | 《拆檔萬事屋》                      | 葉璐   |
| 2019年 | bilibili | 《歷史那些事》                      | 郎世寧 |
| 2019年 | 騰訊視頻 | 《風雲戰國之列國》                  | 屈原   |

### 微電影
| 年份   | 學校                     | 劇名                | 角色   |
| 2010年 | 世新大學廣播電視電影學系 | 《浪花WAVE》        | 小柏   |
| 2010年 | 銘傳大學數媒系           | 《雙 Pair of Love》 | 何維倫 |
| 2012年 | 世新大學廣播電視電影學系 | 《金魚的心臟很小》  |        |

## MV演出
- 2007年 郭靜－你的香氣

## 舞台劇
- 2007年 台北藝術大學戲劇學院冬季公演　《沃伊采克》 飾演 鼓手長
- 2008年 台北藝術大學戲劇學院夏季公演　《歌德 浮士德》 飾演 歐浮里歐
- 2009年 台北藝術大學戲劇學院春季公演　《九哥》 飾演 東皇太乙
- 2010年 幾米音樂劇　《向左走 向右走》 飾演 導演k
- 2013年 台北藝穗節《戀愛的第一現場》 飾演 馬克

## 廣告
- KGcheck
- Mos-莎莎辣味雞腿堡

## 外部連結
- 李家慶的Facebook專頁
- 李家慶的Instagram帳戶
- 李家慶的新浪微博
- YouTube上的帥哥好糕頻道